# Aleksandr Panczenko
Aleksandr Nikołajewicz Panczenko, ros. Александр Николаевич Панченко (ur. 5 października 1953 w Czelabińsku, zm. 19 maja 2009 w Kazaniu) – rosyjski szachista i trener szachowy, arcymistrz od 1980 roku, z zawodu inżynier ekonomista.

## Kariera szachowa
Wielokrotnie startował w półfinałach indywidualnych mistrzostw Związku Radzieckiego. Znaczące sukcesy szachowe zaczął odnosić w połowie lat 70. XX wieku. W 1977 r. podzielił I m. (wspólnie z Władimirem Sawonem) w Lublinie, natomiast w 1978 r. zwyciężył w rozegranych w Wilnie młodzieżowych (do 26 lat) mistrzostwach ZSRR, wyprzedzając m.in. Siergieja Dołmatowa, Wiktora Gawrikowa, Lwa Psachisa i Artura Jusupowa. W 1979 r. zdobył w Swierdłowsku tytuł mistrza RFSRR. W 1980 r. odniósł największy indywidualny sukces, samodzielnie zwyciężając w XIV Memoriale Michaiła Czigorina w Soczi (przed m.in. Jurijem Bałaszowem, Eugenio Torre, Rafaelem Waganjanem, Jewgienijem Swiesznikowem i Witalijem Cieszkowskim). W 1982 r. zwyciężył w dwóch turniejach, rozegranych w Hradcu Králové i Pradze oraz zajął II m. (za Attilą Grószpéterem) w Płowdiwie, natomiast w 1983 r. podzielił III m. (za Walerijem Czechowem i Josifem Dorfmanem, wspólnie z Leonidem Judasinem) w Memoriale Aleksandra Kotowa we Lwowie. W latach 90. odniósł szereg zwycięstw w turniejach otwartych, m.in. w Bratysławie (1991, wspólnie z Richardem Biolkiem), Schwäbisch Gmünd (1993, wspólnie z Jewginijem Ragozinem, Wiktorem Kuporosowem, Siergiejem Kaliniczewem, Aleksiejem Suetinem i Aleksandrem Budnikowem), Würzburgu (1994), Münsterze (1994, wspólnie z m.in. Jānisem Klovānsem, Aleksandrem Oniszczukiem, Władimirem Bagirowem i Dariusem Ruželė) oraz Rondzie (1998). Sukcesy odnosił niemalże do samej śmierci, m.in. w 2008 r. zajął jedno z czołowych miejsc w mistrzostwach Tatarstanu.
W 1981 r. był jednym z założycieli Wszechrosyjskiej Szachowej Szkoły Arcymistrzów, mieszczącej się w Czelabińsku. Do jego wychowanków należeli m.in. Alisa Gallamowa, Swietłana Prudnikowa, Maksim Sorokin, Siergiej Rublewski, Michaił Ułybin i Artiom Timofiejew.
Najwyższy ranking w karierze osiągnął 1 stycznia 1981 r., z wynikiem 2530 punktów dzielił wówczas 51-58. miejsce na światowej liście FIDE, jednocześnie dzieląc 25-27. miejsce wśród szachistów radzieckich.